# Monument aux Garibaldiens
Le monument aux Garibaldiens est un monument commémoratif de la Première Guerre mondiale, situé sur le territoire de la commune de Lachalade, dans le département de la Meuse, à l'ouest de Verdun.

## Historique
Alors que l’Italie n’est pas encore entrée en guerre du côté de la Triple Entente, 2 000 volontaires italiens s'engagèrent au service de la France au sein de la Légion garibaldienne commandée par Peppino Garibaldi. Elle combattit de novembre 1914 à mars 1915, date de l'entrée en guerre de l'Italie.
Ce monument fut édifié à l'initiative de l’Association nationale des Volontaires de Guerre d’Italie. Il a été inauguré, le 21 avril 1932. Il est dédié à la mémoire de 590 volontaires italiens morts dans les combats de l'Argonne, parmi eux figuraient Bruno Garibaldi, tué sur le plateau de Bolante, le 26 décembre 1914 et son frère Constante Garibaldi, tué à Courte-Chausse, le 5 janvier 1915. Ils étaient les petits-fils de Giuseppe Garibaldi. 
Lazare Ponticelli (1897-2008), dernier ancien combattant français de la Grande Guerre, fit partie des Volontaires Garibaldiens et a participé aux combats d’Argonne.

## Caractéristiques
Le sobre monument en pierre de taille est composé d'un mur encadré par deux colonnes quadrangulaires latérales. Sur la colonne de gauche, sur un médaillon carré en bronze a été représenté le portait de Constante Garibaldi ; sur celle de droite, un médaillon identique représente Bruno Garibaldi. Au centre, sur le mur, un bas-relief représente une aile traversée par un glaive. Ces sculptures sont l'œuvre de Sergio Vatteroni. Au-dessous de cette aile, a été gravée l’inscription : 

« Optatum foedus amoris Bruno e Costante Garibaldi con cinquecento legionari caddero su questa terra di Francia e furono l’eroica avanguardia dell’Italia di Vittorio Veneto. »

À l'emplacement de l'ancien cimetière militaire italien, une croix du souvenir érigée pour en perpétuer le souvenir. Les dépouilles des soldats italiens ont été transférés, à partir de 1919, au cimetière militaire italien de Bligny, dans la Marne, d'autres l'ont été à la nécropole nationale de la Forestière à Lachalade et certains rendues aux familles.